# Nikolaus Hirschl
Nikolaus Hirschl (Vienna, 20 marzo 1906 – 10 ottobre 1991) è stato un lottatore austriaco, specializzato sia nella lotta greco-romana che nella lotta libera.

## Palmarès

### Olimpiadi
- 2 medaglie:
  - 2 bronzi (Los Angeles 1932 nella lotta greco romana, pesi massimi; Los Angeles 1932 nella lotta libera, pesi massimi)